# Desa Mekarmukti (administrativ by i Indonesien, lat -6,93, long 107,46)
Desa Mekarmukti är en administrativ by i Indonesien.   Den ligger i provinsen Jawa Barat, i den västra delen av landet, 100 km sydost om huvudstaden Jakarta.